# Волк на псарне
«Волк на псарне» — басня И. А. Крылова, написанная в сентябре 1812 года. Напечатана впервые в газете «Сын отечества». Фабула басни построена на просчёте волка, который вместо овчарни, в которой содержат овец, попал на псарню.

## Исторические события и значение басни
Значение басни тесно связано с событиями того времени, а именно с Отечественной войной 1812 года. Военный историк М. И. Богданович пишет, что 23 сентября 1812 года Наполеон решил вступить в переговоры с Кутузовым. В предложениях мира, которые были переданы через Лористона, говорилось, что необходимо прекратить все разногласия между «двумя великими народами». Кутузовым предложения были отклонены, после чего нанесено поражение французам в битве при Тарутино.
То же самое подчёркивает В. Ф. Кеневич, проводя параллели между строками басни и событиями войны. «Послушай-ка, сосед, — Тут Ловчий перервал ответ» могли появиться у автора в голове в связи с событиями переговоров 23 сентября. В строчке «И тут же выпустил на Волка гончих стаю» видятся события битвы при Тарутино 6 октября, «потому что до того времени, от самого выступления наших войск из Москвы, кроме ничтожных стычек, не было предпринято никаких действий, которые бы могли служить Крылову основанием».
Другой военный историк А. И. Михайловский-Данилевский отмечает, что эта басня И. А. Крыловым собственноручно была передана жене Кутузова, которая переправила её мужу.
«Кутузов прочитал басню после сражения под Красным собравшимся вокруг него офицерам и при словах: „а я приятель сед“, снял свою белую фуражку и потряс наклоненною головою». Поэт и прозаик К. Н. Батюшков в письме Н. И. Гнедичу отметил успех патриотических басен Крылова среди солдат:
«Скажи Крылову что в армии его басни все читают наизусть. Я часто слышал их на биваках с новым удовольствием».
Значение басни вкупе с историческими событиями становится очевидным и означает просчёт. Фразы «Ты сер, а я, приятель, сед», «Волчью вашу я давно натуру знаю» стали крылатыми выражениями.

## Критика
В. Г. Белинский отнёс басню «Волк на псарне» к разряду произведений, в которых И. А. Крылов «хотел быть просто моралистом и которые слабы по рассказу».
И. З. Серман отмечает, что в произведениях Крылова всё происходит в действии. Очевидность драматизации «строится на быстром обмене репликами, где диалогическая форма почти исключает участие автора в развитии сюжета, оставляя ему экспозицию или заключение». В. И. Коровин отмечает «глубоко народный» язык автора, «пронизанный устойчивыми образами, воплощающий то самое единство „эстетического и логического начал“, о котором пишут многие исследователи крыловского творчества»..
Л. С. Выготский называет данную басню Крылова с посыла Белинского мелкой драмой:
«Эта удивительнейшая из крыловских басен не имеет себе равных ни по общему эмоциональному впечатлению, которое она производит, ни по внешнему строю, которому она подчинена. В ней вовсе нет морали и выводов; тут шутка и насмешка не нашли себе почти места в её суровых стихах. И когда она однажды как будто прозвучала в речи ловчего, она одновременно впитала в себя и такой противоположный жуткий смысл, что она кажется уже не шуткой вовсе».
Педагог Водовозов возвышает данное произведение: «„Волк на псарне“ — одна из удивительных басен Крылова. Таких сокровищ между ними весьма мало. Не греша против истины, басню „Волк на псарне“ можно назвать гениальнейшим творением словесного искусства; ни один баснописец — ни наш, ни иноземный — не создал ничего подобного».
Современный исследователь К. П. Сидоренко отмечает полидискурсивность данной басни, выделяя её историческую основу, текущие события и курьёзы, учебно-методические материалы и заметки, цитируемость в психологии, словари и справочные материалы, в словесных шутках.

## Архитектура
- Памятник И. А. Крылову на Патриарших прудах в Москве. Скульптурная композиция посвящена персонажам двенадцати известных басен, включая басню «Волк на псарне». Точный адрес: г. Москва, ул. Малая Бронная, 34, сквер.
- Памятник И. А. Крылову|Памятник И. А. Крылову в Летнем саду в Санкт-Петербурге. Пьедестал трехметровой скульптуры украшен бронзовыми фигурами из басен, в том числе волка на псарне. Скульптор П. К. Клодт. Точный адрес: г. Санкт-Петербург, Набережная Кутузова, Летний сад
- Памятник И. А. Крылову в городе Тверь. В ансамбль памятного комплекса входят горельефы с изображением сюжетов басен, в том числе басни «Волк на псарне». Над памятником работали скульпторы: Сергей Шапошников, Дмитрий Горлов и Николай Донских. Точный адрес: г. Тверь, наб. Реки Тьмаки, д. 31